# Святий Петер
Святий Петер (словац. Svätý Peter) — село в окрузі Комарно Нітранського краю Словаччини. Площа села 34,33 км². Станом на 31 грудня 2015 року в селі проживало 2774 жителі.

## Історія
Перші згадки про село датуються 1332 роком.

## Географія
Протікає Патінський канал.

## Населення
| Рік:            | 1994. | 2004.   | 2014.   | 2024.   |
| --------------- | ----- | ------- | ------- | ------- |
| Кількість осіб: | 2636  | 2611    | 2745    | 2700    |
| Різниця:        |       | -0,94 % | +5,13 % | -1,63 % |

| Рік:            | 2023. | 2024.   |
| --------------- | ----- | ------- |
| Кількість осіб: | 2708  | 2700    |
| Різниця:        |       | -0,29 % |